# Club Ciclista de San Sebastián
El Club Ciclista de San Sebastián fou un antic club ciclista basc de la ciutat de Sant Sebastià.
El club va ser fundat el febrer de 1907 dedicat a la pràctica del ciclisme, sota l'impuls de Julián Comet, un ciutadà francès resident a la ciutat. Un any després de la seva fundació el club ja fou encarregat d'organitzar el Campionat d'Espanya de ciclisme en pista.

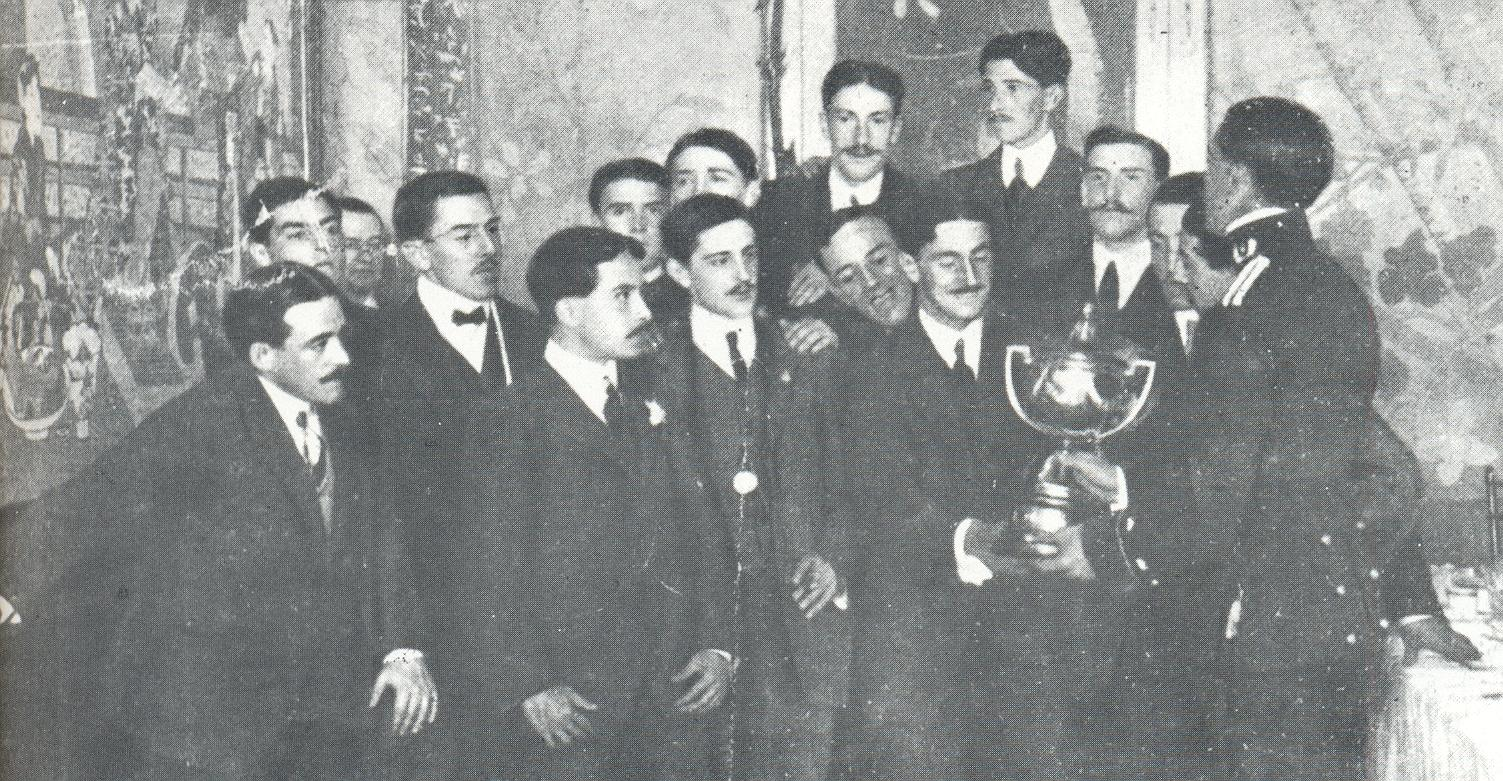
Jugadors del Club Ciclista amb la Copa de 1909.

La secció de futbol va néixer l'any 1908, quan un grup de futbolistes del Recreation Club de Tenis, formaren el San Sebastián Football Club. El 21 de setembre de 1908 es formalitzà com a Ciclista Foot-ball Club. Com el club no tenia llicència per participar en competicions i finalment el Club Ciclista de San Sebastián els atorgar la llicència per participar en la Copa d'Espanya de 1909, que finalment guanyà. L'equip vencedor el formaven Pedro Bea, Alfonso Sena, Manuel Arocena, Domingo Arrillaga, Bonifacio Echeverría, José Rodríguez, Miguel Sena, Mariano Lacort, C. F. Simmons, G. McGuiness i J. Biribén. Uns mesos més tard, 7 de setembre de 1909 aquests jugadors fundaren la Sociedad de Football, separant-se definitivament del Club Ciclista.

## Palmarès
- Copa del Rei de futbol (1): 1909